# 485
Il 485 (CDLXXXV in numeri romani) è un anno  del V secolo.

## Eventi
- Quinto Aurelio Memmio Simmaco è eletto console.

## Morti
- 17 aprile - Proclo, filosofo e matematico bizantino (n. 412)
- Fincath mac Garrchu, re irlandese
- Marcello l'Acemeta, abate e santo bizantino
- Trocundo, generale bizantino